# Aracnoide

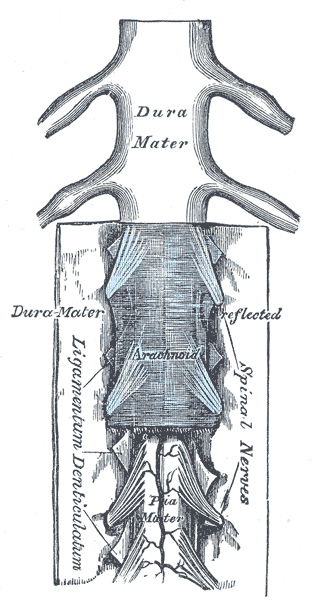
A medula espinal e suas membranas

A aracnoide é uma membrana fina que separa a dura-máter e a pia-máter. Juntas, formam as meninges, membranas que cobrem os órgãos do sistema nervoso central: encéfalo e medula espinhal. A aracnoide encontra-se justaposta à dura-máter, da qual se separa pelo espaço subdural, e sobreposta à pia-máter, da qual se separa pelo espaço subaracnóideo. O espaço subdural é preenchido por líquido lubrificante, enquanto o espaço subaracnóideo é preenchido por líquido cefalorraquidiano.
Esta membrana lembra uma fina teia de aranha revestindo o cérebro, formada de tecido conjuntivo avascularizado. Contém uma parte membranosa e outra em rede.

## Granulação aracnoide
A aracnoide forma pequenos tufos que penetram os seios venosos da dura-máter. Nessas granulações, o líquido cefalorraquidiano proveniente do espaço subaracnóideo fica separado do sangue por camadas muito delgadas, o que permite sua absorção pelos seios da dura-máter.

## Galeria de imagens

Representação diagramática de uma secção ao longo do topo do crânio
Meninges do sistema nervoso central
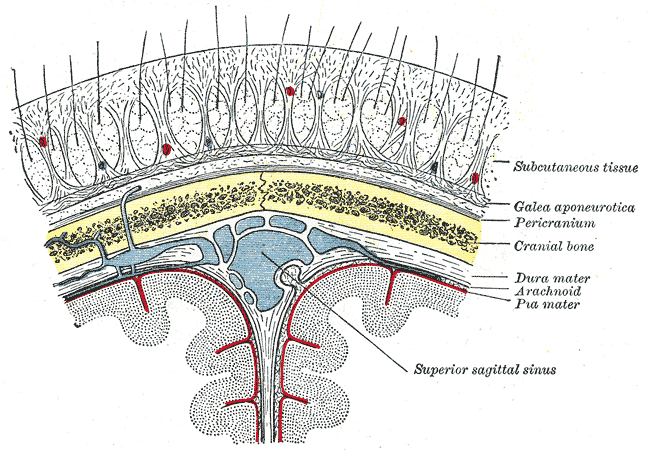
Secção diagramática do couro cabeludo